# Абайя

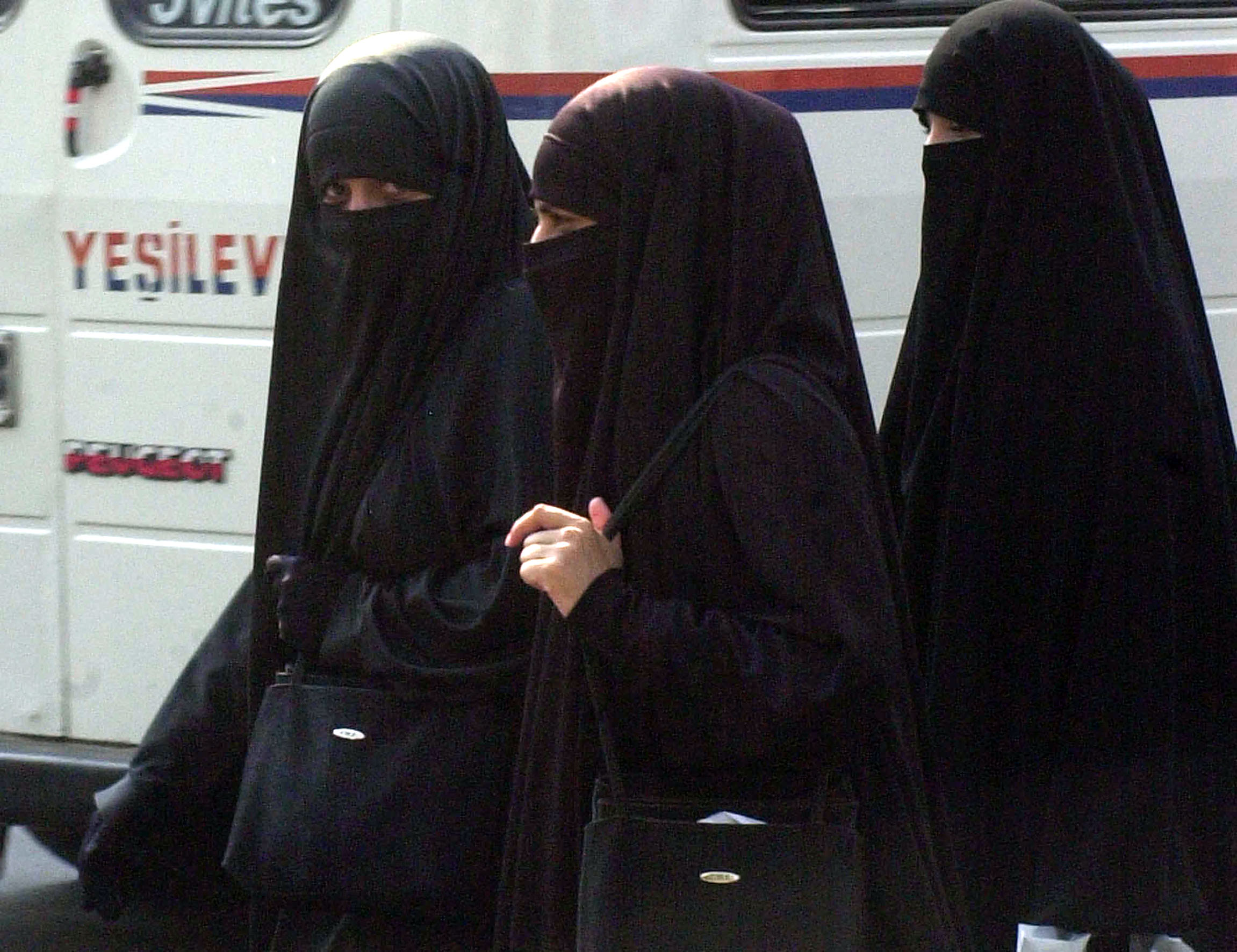
Турецкие женщины в никабах

Аба́йя (араб. عباءة; произносится [ʕabaːja] или [ʕabaːʔa]; плащ) — длинное традиционное арабское женское платье с рукавами; не подпоясывается.
Предназначена для ношения в общественных местах. Обычно чёрного цвета, но встречаются также разноцветные. Часто абайя обильно разукрашена вышивкой, бисером, стразами. В некоторых арабских странах — обязательная одежда для мусульманок и иностранок, надеваемая вместе с химаром или никабом.